# Великий восток Нидерландов
Великий восток Нидерландов (нидерл. Orde van Vrijmetselaren onder het Grootoosten der Nederlanden) (ВВН) — регулярная масонская великая ложа в Нидерландах. ВВН был основан 26 декабря 1756 года, как великая ложа объединяющая свои масонские ложи на землях Нидерландов.

## Признание
Великий восток Нидерландов принадлежит к регулярной ветви масонства, и имеет взаимопризнание с Объединенной великой ложей Англии и 51 великой ложей США. Под юрисдикцией ВВН находятся девять районов в Нидерландах, он управляет тремя ложами в Суринаме, через Провинциальную великую ложу Суринама, тремя ложами на Кюрасао, одной ложей в Южной Африке, одной в Таиланде и через Провинциальную великую ложу Карибского бассейна двумя ложами в Арубе и одной на Сен-Мартене. В Великий восток Нидерландов входят 162 ложи и около 6200 масонов.
Великому востоку Нидерландов принадлежит Центр масонской культуры Принца Фредерика, который имеет онлайн-каталог доступных раритетов своей библиотеки.

## Провинциальные ложи под юрисдикцией ВВН
Под юрисдикцией Великого востока Нидерландов ранее находились провинциальные великие ложи: Великая ложа Южной Африки и Великая ложа Трансвааля. Одна из лож, которая находилась под юрисдикцией ВВН, располагалась в Капской колонии.
Активно масонство развивалось на протяжении всей истории существования Голландской Ост-Индии (ныне Индонезия). В 1922 году Голландская провинциальная великая ложа, находившаяся под юрисдикцией Великого востока Нидерландов, контролировала двадцать лож в колонии: четырнадцать на Яве, три на Суматре, а также на Макасаре и Салатиге.
ВВН осуществлял администрирование Провинциальной великой ложи Зимбабве, которая имеет 5 лож: 3 в Хараре, и по одной в Марондере и Булавайо. Великая ложа Зимбабве была образована в 1963 году из первых лож Замбезии и Булавайо, которые были созданы ещё в 1896 году.